# Python
Python é uma linguagem de programação de alto nível, interpretada de script, imperativa, orientada a objetos, funcional, de tipagem dinâmica e forte. Foi lançada por Guido van Rossum em 1991. Atualmente, possui um modelo de desenvolvimento comunitário, aberto e gerenciado pela organização sem fins lucrativos Python Software Foundation. Apesar de várias partes da linguagem possuírem padrões e especificações formais, a linguagem, como um todo, não é formalmente especificada. O padrão na pratica é a implementação CPython.
A linguagem foi projetada com a filosofia de enfatizar a importância do esforço do programador sobre o esforço computacional. Prioriza a legibilidade do código sobre a velocidade ou expressividade. Combina uma sintaxe concisa e clara com os recursos poderosos de sua biblioteca padrão e por módulos e frameworks desenvolvidos por terceiros.
Python é uma linguagem de propósito geral de alto nível, multiparadigma, suporta o paradigma orientado a objetos, imperativo, funcional e procedural. Possui tipagem dinâmica e uma de suas principais características é permitir a fácil leitura do código e exigir poucas linhas de código se comparado ao mesmo programa em outras linguagens. Devido às suas características, ela é utilizada, principalmente, para processamento de textos, dados científicos e criação de CGIs para páginas dinâmicas para a web. Foi considerada pelo público a 3ª linguagem "mais amada", de acordo com uma pesquisa conduzida pelo site Stack Overflow em 2018 e está entre as 5 linguagens mais populares, de acordo com uma pesquisa conduzida pela RedMonk.
O nome Python teve a sua origem no grupo humorístico britânico Monty Python, criador do programa Monty Python's Flying Circus, embora muitas pessoas façam associação com o réptil do mesmo nome (em português, píton ou pitão).

## História

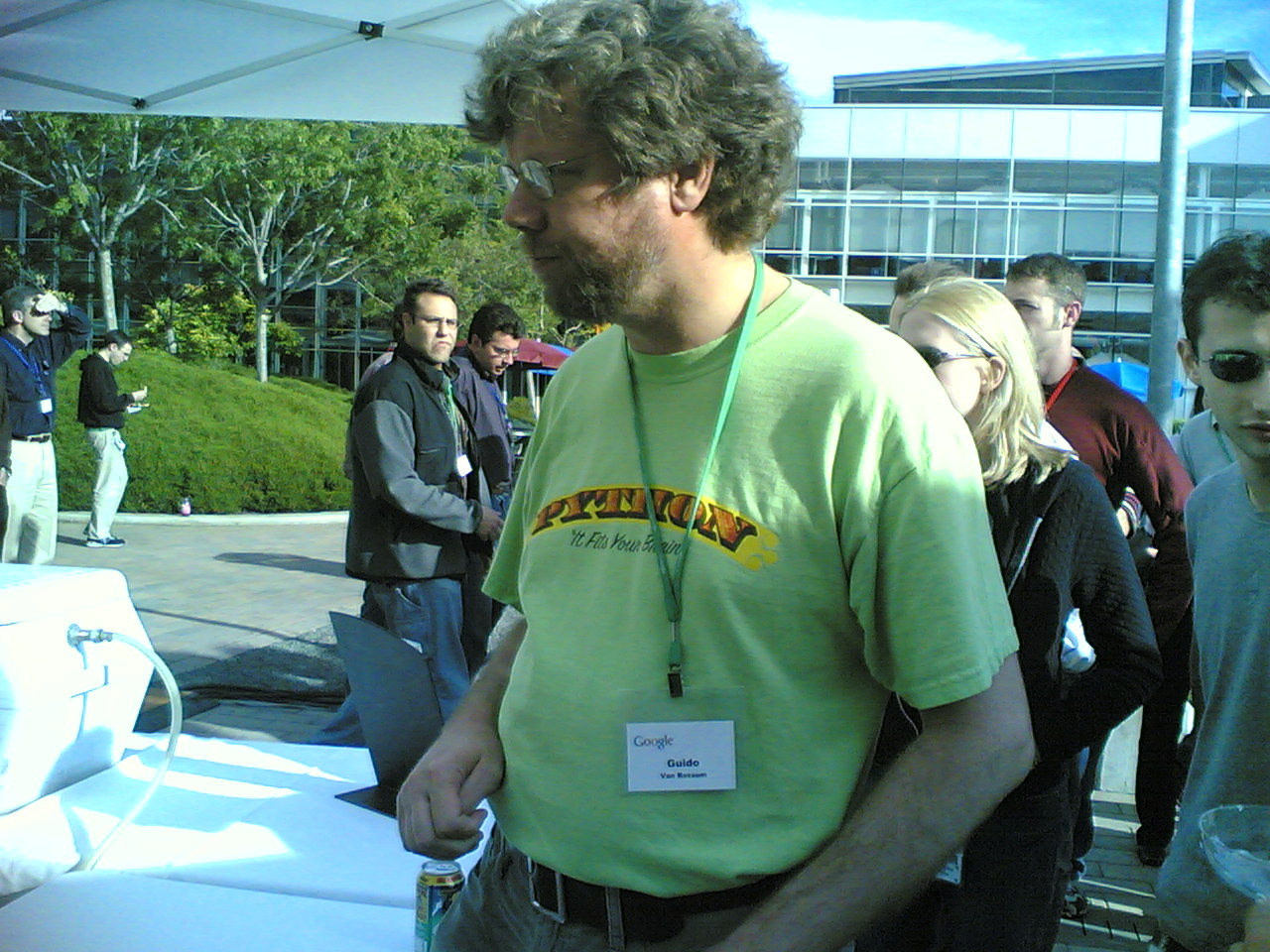
Guido van Rossum, São Francisco, Califórnia

O Python foi concebido no final de 1989 por Guido van Rossum no Instituto de Pesquisa Nacional para Matemática e Ciência da Computação (CWI), nos Países Baixos, como um sucessor da ABC capaz de tratar exceções e prover interface com o sistema operacional Amoeba através de scripts. Também da CWI, a linguagem ABC era mais produtiva que C, ainda que com o custo do desempenho em tempo de execução. Mas ela não possuía funcionalidades importantes para a interação com o sistema operacional, uma necessidade do grupo. Um dos focos primordiais de Python era aumentar a produtividade do programador.
Python foi feita com base na linguagem ABC, possui parte da sintaxe derivada do C, compreensão de listas, funções anonimas e função map de Haskell. Os iteradores são baseados na Icon, tratamentos de exceção e módulos da Modula-3, expressões regulares de Perl.
Em 1991, Guido publicou o código (nomeado versão 0.9.0) no grupo de discussão alt.sources. Nessa versão já estavam presentes classes com herança, tratamento de exceções, funções e os tipos de dado nativos list, dict, str, e assim por diante. Também estava presente nessa versão um sistema de módulos emprestado do Modula-3. O modelo de exceções também lembrava muito o do Modula-3, com a adição da opção else clause. Em 1994 foi formado o principal fórum de discussão do Python, comp.lang.python, um marco para o crescimento da base de usuários da linguagem.
A versão 1.0 foi lançada em janeiro de 1994. Novas funcionalidades incluíam ferramentas para programação funcional como lambda, map, filter e reduce. A última versão enquanto Guido estava na CWI foi o Python 1.2. Em 1995, ele continuou o trabalho no CNRI em Reston, Estados Unidos, de onde lançou diversas versões. Na versão 1.4 a linguagem ganhou parâmetros nomeados (a capacidade de passar parâmetro pelo nome e não pela posição na lista de parâmetros) e suporte nativo a números complexos, assim como uma forma de encapsulamento.
Ainda na CNRI, Guido lançou a iniciativa Computer Programming for Everybody (CP4E; literalmente, "Programação de Computadores para Todos"), que visava tornar a programação mais acessível, um projeto financiado pela DARPA. Atualmente o CP4E encontra-se inativo.
Em 2000, o time de desenvolvimento da linguagem se mudou para a BeOpen a fim de formar o time PythonLabs. A CNRI pediu que a versão 1.6 fosse lançada para marcar o fim de desenvolvimento da linguagem naquele local. O único lançamento na BeOpen foi o Python 2.0, e após o lançamento o grupo de desenvolvedores da PythonLabs agrupou-se na Digital Creations.
Python 2.0 implementou list comprehension, uma relevante funcionalidade de linguagens funcionais como SETL e Haskell. A sintaxe da linguagem para essa construção é bastante similar a de Haskell, exceto pela preferência do Haskell por caracteres de pontuação e da preferência do python por palavras reservadas alfabéticas. Essa versão 2.0 também introduziu um sistema coletor de lixo capaz de identificar e tratar ciclos de referências.
Já o 1.6 incluiu uma licença CNRI substancialmente mais longa que a licença CWI que estavam usando nas versões anteriores. Entre outras mudanças, essa licença incluía uma cláusula atestando que a licença era governada pelas leis da Virgínia. A Free Software Foundation alegou que isso era incompatível com a GNU GPL. Tanto BeOpen quanto CNRI e FSF negociaram uma mudança na licença livre do Python que o tornaria compatível com a GPL. Python 1.6.1 é idêntico ao 1.6.0, exceto por pequenas correções de falhas e uma licença nova, compatível com a GPL.
Python 2.1 era parecido com as versões 1.6.1 e 2.0. Sua licença foi renomeada para Python Software Foundation License. Todo código, documentação e especificação desde o lançamento da versão alfa da 2.1 é propriedade da Python Software Foundation (PSF), uma organização sem fins lucrativos fundada em 2001, um modelo tal qual da Apache Software Foundation. O lançamento incluiu a mudança na especificação para suportar escopo aninhado, assim como outras linguagens com escopo estático. Esta funcionalidade estava desativada por padrão, e somente foi requerida na versão 2.2.
Uma grande inovação da versão 2.2 foi a unificação dos tipos Python (escritos em C) e classes (escritas em Python) em somente uma hierarquia. Isto tornou o modelo de objetos do Python consistentemente orientado a objeto. Também foi adicionado generator, inspirado em Icon.
O incremento da biblioteca padrão e as escolhas sintáticas foram fortemente influenciadas por Java em alguns casos: o pacote logging introduzido na versão 2.3, o analisador sintático SAX, introduzido na versão 2.0 e a sintaxe de decoradores que usa @, adicionadas na versão 2.4.
Em 1 de outubro de 2008 foi lançada a versão 2.6, já visando a transição para a versão 3.0 da linguagem. Entre outras modificações, foram incluídas bibliotecas para multiprocessamento, JSON e E/S, além de uma nova forma de formatação de cadeias de caracteres.
Atualmente a linguagem é usada em diversas áreas, como servidores de aplicação e computação gráfica. Está disponível como linguagem de script em aplicações como OpenOffice (Python UNO Bridge), Blender e pode ser utilizada em procedimentos armazenados no sistema gerenciador de banco de dados PostgreSQL (PL/Python).
A terceira versão da linguagem foi lançada em dezembro de 2008, chamada Python 3.0 ou Python 3000. Com noticiado desde antes de seu lançamento, houve quebra de compatibilidade com a família 2.x para corrigir falhas que foram descobertas neste padrão, e para limpar os excessos das versões anteriores. A primeira versão alfa foi lançada em 31 de agosto de 2007, a segunda em 7 de dezembro do mesmo ano.
Mudanças da versão incluem a alteração da palavra reservada print, que passa a ser uma função, tornando mais fácil a utilização de uma versão alternativa da rotina. Em Python 2.6, isso já está disponível ao adicionar o código from __future__ import print_function. Também, a mudança para Unicode de todas as cadeias de caracteres.
Em 2012, foi criado o Raspberry Pi, cujo nome foi baseado na linguagem Python. Uma das principais linguagens escolhidas é Python. Python influenciou várias linguagens, algumas delas foram Boo e Cobra, que usa a indentação como definição de bloco e Go, que se baseia nos princípios de desenvolvimento rápido de Python.
Atualmente, Python é um dos componentes padrão de vários sistemas operacionais, entre eles estão a maioria das distribuições do Linux, AmigaOS 4, FreeBSD, NetBSD, OpenBSD e OS X. A linguagem se tornou a padrão no curso de ciências da computação do MIT em 2009

## Filosofia
Parte da cultura da linguagem gira ao redor de The Zen of Python, um poema que faz parte do documento "PEP 20 (The Zen of Python)", escrito pelo programador em Python de longa data Tim Peters, descrevendo sumariamente a filosofia do Python. Entre os vinte princípios do poema, estão presentes:
- Bonito é melhor que feio;
- Explícito é melhor que implícito;
- Simples é melhor que complexo;
- Complexo é melhor que complicado;
- Legibilidade faz diferença.

Pode-se vê-lo através de um easter egg do Python pelo comando:
```
>>>
 
import
 
this

```

## Desenvolvimento
O desenvolvimento de Python é conduzido amplamente através do processo Python Enhancement Proposal ("PEP"), em português Proposta de Melhoria do Python. Os PEPs são documentos de projeto padronizados que fornecem informações gerais relacionadas ao Python, incluindo propostas, descrições, justificativas de projeto (design rationales) e explicações para características da linguagem. PEPs pendentes são revisados e comentados por Van Rossum, o Benevolent Dictator for Life (líder arquiteto da linguagem) do projeto Python. Desenvolvedores do CPython também se comunicam através de uma lista de discussão, python-dev, que é o fórum principal para discussão sobre o desenvolvimento da linguagem. Questões específicas são discutidas no gerenciador de erros Roundup mantido em python.org. O desenvolvimento acontece no auto-hospedado https://svn.python.org/
Python possui uma licença livre aprovada pela OSI e compatível com a GPL, porém menos restritiva. Ela prevê (entre outras coisas) que binários da linguagem sejam distribuídos sem a necessidade de fornecer o código fonte junto.

### Módulos eframeworks
Ao longo do tempo têm sido desenvolvidos pela comunidade de programadores muitas bibliotecas de funções especializadas (módulos) que permitem expandir as capacidades base da linguagem. Entre estes módulos especializados destacam-se:
Frameworks web
- Django – framework MVC
- TurboGears – framework MVC; usa CherryPy
- web2py – framework MVC inspirado no Django
- FastAPI – framework REST
- Flask – framework REST
- Plone – sistema de gerenciamento de conteúdo (CMS)
- Jam.py – framework low-code

Computação gráfica
- PIL & Pillow – processamento de imagens
- PyOpenGL – suporte multiplataforma ao OpenGL
- Pygame – conjunto de módulos para o desenvolvimento de jogos eletrônicos com SDL

Computação científica e IA
- NumPy – matrizes e matemática
- pandas – análise de dados
- Matplotlib – biblioteca para manipulação de gráficos
- TensorFlow – framework para aprendizado de máquina (ML)
- PyTorch – framework para aprendizado de máquina (ML)

Rede e bancos de dados
- Twisted – framework orientado a eventos
- ZODB – sistema de persistência e banco de dados orientado a objetos
- SQLAlchemy – mapeamento objeto-relacional (ORM)
- SQLObject – mapeamento objeto-relacional (ORM)

Interfaces gráficas
- Tkinter – módulo padrão do Python; usa Tcl
- PyGTK – interface para a biblioteca GTK
- PyQt – interface para a biblioteca Qt
- wxPython – interface para a biblioteca wxWidgets
- Kivy – framework multiplataforma

### Ambientes de desenvolvimento integrado
Existem vários ambientes de desenvolvimento integrado (IDE) disponíveis para Python:
- IDLE (Integrated Development and Learning Environment) – IDE padrão distribuído com o CPython (iniciantes).[32]
- PyCharm - IDE muito usado, criado pela JetBrains, suporta JavaScript e CSS (profissionais)[32]
- Komodo Edit - IDE versátil e forte para linguagens de programação dinâmicas, com recursos avançados.[32]
- Visual Studio[33]
- Visual Studio Code - IDE de código aberto criado pela Microsoft, com recursos bons que apenas alguns IDE pagos oferecem.[32]
- Sublime Text - IDE popular que usa muitas linguagens, altamente personalizável e oferece velocidades de desenvolvimento.[32]
- Atom - IDE de código aberto criado pelo GitHub semelhante ao Sublime, oferece quase os mesmos recursos.[32]
- GNOME Builder
- Geany - IDE pequeno e ágil, também usa plugins.[32]
- PyDev (Eclipse) - com código aberto muito usado, conhecido por sua flexibilidade e extensibilidade com muitos plugins.[32]
- Eric Python IDE - IDE completo multiplataforma construído no framework QtGUI, com bons plugins.[32]
- PyScripter - compilado nativamente para Windows, combinando pouca memória com grande desempenho, tem os recursos do IDE moderno.[32]
- Spyder - IDE com código aberto mais usado para desenvolvimento científico e ciência de dados.[32]
- Wing IDE - oferece teste de 30 dias aos desenvolvedores.[32]
- Thonny - IDE bom para uso no ensino da programação, possui depurador simples (iniciantes)[32]

## Sintaxe e semântica

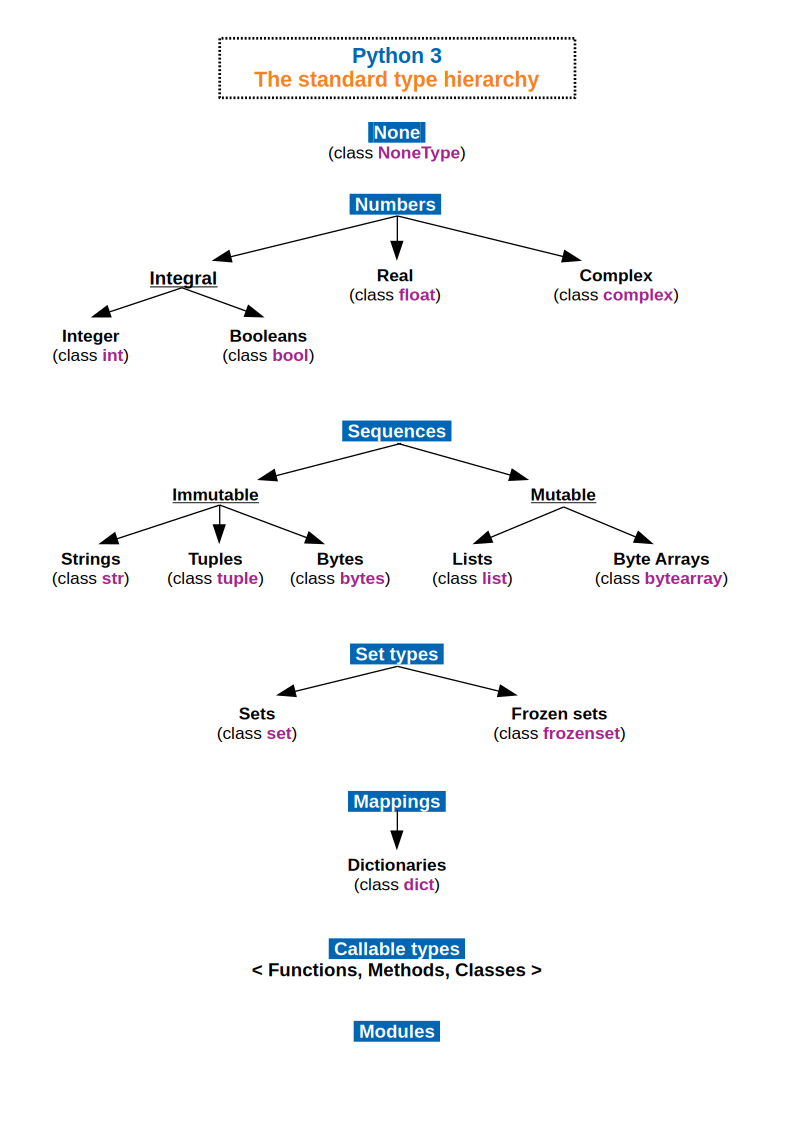

### Construções
Construções de Python incluem: estrutura de seleção (if, else, elif); estrutura de repetição (for, while), que itera por um container, capturando cada elemento em uma variável local dada; construção de classes (class); construção de sub-rotinas (def); construção de escopo (with), como por exemplo para adquirir um recurso.

### Tipos de dados
A tipagem de Python é forte, pois os valores e objetos têm tipos bem definidos e não sofrem coerções como em C ou Perl. São disponibilizados diversos tipos de dados nativos:
| Tipo de dado                 | Descrição                                                                                   | Exemplo da sintaxe                                            |
| ---------------------------- | ------------------------------------------------------------------------------------------- | ------------------------------------------------------------- |
| bool                         | Booleano                                                                                    | True ou False                                                 |
| int                          | Número de precisão fixa, é transparentemente convertido para long caso não caiba em um int. | 42 2147483648L                                                |
| float                        | Ponto flutuante                                                                             | 3.1415927                                                     |
| complex                      | Número complexo                                                                             | 3+2j                                                          |
| list                         | Lista heterogênea mutável                                                                   | [4.0, 'string', True]                                         |
| tuple                        | Tupla imutável                                                                              | (4.0, 'string', True)                                         |
| range                        | Sequência de números imutável que pode ser transformada em lista                            | range(10) range(0, 10) range(0, 10, 1)                        |
| set, frozenset               | Conjunto não ordenado, não contém elementos duplicados                                      | {4.0, 'string', True} frozenset([4.0, 'string', True])        |
| str, unicode                 | Uma cadeia de caracteres imutável                                                           | 'Wikipedia' u'Wikipedia'                                      |
| bytes, bytearray, memoryview | Sequência binária                                                                           | b'Wikipedia' bytearray(b'Wikipedia') memoryview(b'Wikipedia') |
| dict                         | Conjunto associativo                                                                        | {'key1': 1.0, 'key2': False}                                  |

Python também permite a definição dos tipos de dados próprios, através de classes. Instâncias são construídas invocando a classe (FooClass()), e as classes são instância da classe type, o que permite metaprogramação e reflexão. Métodos são definidos como funções anexadas à classe, e a sintaxe instância.método(argumento) é um atalho para Classe.método(instância, argumento). Os métodos devem referenciar explicitamente a referência para o objeto incluindo o parâmetro self como o primeiro argumento do método.
Antes da versão 3.0, Python possuía dois tipos de classes: "old-style" e "new-style". Classes old-style foram eliminadas no Python 3.0, e todas são new-style. Em versões entre 2.2 e 3.0, ambos tipos de classes podiam ser usadas. A sintaxe de ambos estilos é a mesma, a diferença acaba sendo de onde objeto da classe é herdado, direta ou indiretamente (todas classes new-style herdam de object e são instancias de type). As classes new-styles nada mais são que tipos definidos pelo usuário.

### Palavras reservadas
O Python 3 define as seguintes palavras reservadas:
- and
- as
- assert
- async[nota 1]
- await[nota 1]
- break
- class
- continue
- def
- del
- elif
- else
- except
- False[nota 2]
- finally
- for
- from
- global
- if
- import
- in
- is
- lambda
- None
- nonlocal[nota 3]
- not
- or
- pass
- raise
- return
- True[nota 2]
- try
- while
- with
- yield

A versão 3.10.0 implementou a Structural Pattern Matching (Correspondência de Padrão Estrutural), semelhante ao Switch-Case de outras linguagens, assim como definido na PEP 634. Por isso as palavras match e case passarão a ser reservadas.
Notas
1. 1 2  async e await foram introduzidas na Python 3.5.[36]
2. 1 2  True e False tornaram-se palavras-chave na Python 3.0. Anteriormente elas eram variáveis globais.
3. ↑  nonlocal foi introduzida na Python 3.0.

### Operadores
Os operadores básicos de comparação como ==, <, >=, entre outros são usados em todos os tipos de dados, como números, cadeias de texto, listas e mapeamentos. Comparações em cadeia como a < b < c possuem o mesmo significado básico que na matemática: os termos são comparadas na ordem. É garantido que o processamento da expressão lógica irá terminar tão cedo o veredito seja claro, o princípio da avaliação mínima. Usando a expressão anterior, se a < b é falso, c não é avaliado.
Quanto aos operadores lógicos, até Python 2.2 não havia o tipo de dado booleano. Em todas as versões da linguagem os operadores lógicos tratam "", 0, None, 0.0, [] e {} como falso, enquanto o restante é tratado como verdadeiro de modo geral. Na versão 2.2.1 as constantes True e False foram adicionadas (subclasses de 1 e 0 respectivamente). A comparação binária retorna uma das duas constantes acima.
Os operadores booleanos and e or também seguem a avaliação mínima. Por exemplo, y == 0 or x/y > 100 nunca lançará a exceção de divisão por zero.

### Interpretador interativo
O interpretador interativo é uma característica diferencial da linguagem, porque há a possibilidade de testar o código de um programa e receber o resultado em tempo real, antes de iniciar a compilação ou incluí-las nos programas. Por exemplo:
```
>>>
 
1
+
1

2

>>>

>>>
 
a
 
=
 
1
+
1

>>>
 
print
 
a

2

>>>
 
print
(
a
)

2

>>>

```

### Análise léxica

Exemplo de script

No segundo capítulo do Manual de Referência da Linguagem Python é citado que a análise léxica é uma análise do interpretador em si, os programas são lidos por um analisador sintático que divide o código em tokens.
Todo programa é dividido em linhas lógicas que são separadas pelo token NEWLINE ou NOVA LINHA, as linhas físicas são trechos de código divididos pelo caractere ENTER. Linhas lógicas não podem ultrapassar linhas físicas com exceção de junção de linhas, por exemplo:
```
if
 
resultado
 
>
 
2
 
and
 \
    
1
 
<=
 
5
  
and
 \
    
2
 
<
 
5
:

        
print
 
(
'Resultado: 
%f
'
 
%
 
d
)

```

ou
```
MESES_DO_ANO
 
=
 
[
'janeiro'
,
 
'fevereiro'
,
 
'março'
,

                
'abril'
,
   
'maio'
,
      
'junho'
,

                
'julho'
,
   
'agosto'
,
    
'setembro'
,

                
'outubro'
,
 
'novembro'
,
  
'dezembro'
]

```

Para a delimitação de blocos de códigos, os delimitadores são colocados em uma pilha e diferenciados por sua indentação, iniciando a pilha com valor 0 (zero) e colocando valores maiores que os anteriores na pilha. Para cada começo de linha, o nível de indentação é comparado com o valor do topo da pilha. Se o número da linha for igual ao topo da pilha, a pilha não é alterada. Se o valor for maior, a pilha recebe o nível de indentação da linha e o nome INDENT (empilhamento). Se o nível de indentação for menor, então é desempilhado até chegar a um nível de indentação recebendo o nome DEDENT (desempilhamento). Se não encontrar nenhum valor, é gerado um erro de indentação.
Abaixo um exemplo de permutação, retirado do capítulo 2.1 sobre Estrutura de linhas na Análise léxica do Manual de Referência da linguagem (Language Reference Manual):
```
         def perm(l):                   NOVA LINHA
INDENT        if len(l) <= 1:           NOVA LINHA
INDENT           return[1]              NOVA LINHA
DEDENT        r = [ ]                   NOVA LINHA
              for i in range(len(l)):   NOVA LINHA
INDENT            s = l[:i] + l[i+1:]   NOVA LINHA
                  p = perm(s)           NOVA LINHA
DEDENT        for x in p:               NOVA LINHA
INDENT            r.append(l[i:i+1]+x)  NOVA LINHA
DEDENT        return r

```

#### Indentação
Python foi desenvolvido para ser uma linguagem de fácil leitura, com um visual agradável, frequentemente usando palavras e não pontuações como em outras linguagens. Para a separação de blocos de código, a linguagem usa espaços em branco e indentação ao invés de delimitadores visuais como chaves (C, Java) ou palavras (BASIC, Fortran, Pascal). Diferente de linguagens com delimitadores visuais de blocos, em Python a indentação é obrigatória. O aumento da indentação indica o início de um novo bloco, que termina da diminuição da indentação.
Usando um editor de texto comum é muito fácil existir erros de indentação, o recomendado é configurar o editor conforme a análise léxica do Python ou utilizar uma IDE. Todas as IDE que suportam a linguagem fazem indentação automaticamente.
Exemplo:
Indentação correta
```
def
 
valor1
():

    
while
 
True
:

        
try
:

            
c
 
=
 
int
(
input
(
'Primeiro Valor: '
))

            
return
 
c

        
except
 
ValueError
:

            
print
 
'Inválido!'

```

| Indentação incorreta def valor1(): while True: try: c = int(input('Primeiro Valor: ')) return c except ValueError: print 'Inválido!' |

O código está correto para os dois exemplos, mas o analisador léxico verificará se a indentação está coerente. O analisador reconhecerá as palavras reservadas while, def, try, except, return, print e as cadeias de caracteres entre aspas simples e a indentação, e se não houver problemas o programa executará normalmente, senão apresentará a exceção: "Seu programa está com erro no bloco de indentação".
Na internet, há uma comparação de velocidade e de codificação entre as linguagens Python e BASIC, esta última, o dialeto BBC BASIC for Windows.

### Compilador de bytecode
A linguagem é de altíssimo nível, como já dito, mas ela também pode compilar seus programas para que a próxima vez que o executar não precise compilar novamente o programa, reduzindo o tempo de carga na execução.
Utilizando o interpretador interativo não é necessário a criação do arquivo de Python compilado, os comandos são executados interativamente. Porém quando um programa ou um módulo é evocado, o interpretador realiza a análise léxica e sintática, compila o código de alto nível se necessário e o executa na máquina virtual da linguagem.
O bytecode é armazenado em arquivos com extensão .pyc ou .pyo, este último no caso de bytecode otimizado. Interessante notar que o bytecode da linguagem também é de alto nível, ou seja, é mais legível aos seres humanos que o código de byte do C, por exemplo. Para descompilar um código de byte é utilizado o módulo dis da biblioteca padrão da linguagem e existem módulos de terceiros que tornam o bytecode mais confuso, tornando a descompilação ineficaz.
Normalmente, o Python trabalha com dois grupos de arquivos:
1. Os módulos do núcleo da linguagem, sua biblioteca padrão e os módulos independentes, criados pelo usuário.
2. No núcleo do interpretador existe o analisador léxico, o analisador sintático que utiliza Estruturas de Objetos (tempo de execução), o Compilador que aloca memória (tempo de execução) e depois do Avaliador de código que modifica o estado atual do programa (tempo de execução), mostrando resultado para o usuário.

### Orientação a objetos
Python suporta a maioria das técnicas da programação orientada a objeto. Qualquer objeto pode ser usado para qualquer tipo, e o código funcionará enquanto haja métodos e atributos adequados. O conceito de objeto na linguagem é bastante abrangente: classes, funções, números e módulos são todos considerados objetos. Também há suporte para metaclasses, polimorfismo, e herança (inclusive herança múltipla). Há um suporte limitado para variáveis privadas.
Na versão 2.2 de Python foi introduzido um novo estilo de classes em que objetos e tipos foram unificados, permitindo a especialização de tipos. Já a partir da versão 2.3 foi introduzido um novo método de resolução de ambiguidades para heranças múltiplas.
Uma classe é definida com class nome:, e o código seguinte é a composição dos atributos. Todos os métodos da classe recebem uma referência a uma instância da própria classe como seu primeiro argumento, e a convenção é que se chame este argumento self. Assim os métodos são chamados objeto.método(argumento1, argumento2, ...) e são definidos iguais a uma função, como método(self, argumento1, argumento2, ...). Veja que o parâmetro self conterá uma referência para a instância da classe definida em objeto quando for efetuada esta chamada. Os atributos da classe podem ser acessados em qualquer lugar da classe, e os atributos de instância (ou variável de instância) devem ser declarados dentro dos métodos utilizando a referência à instância atual (self) (ver código contextualizado em anexo).
Em Python não existe proteção dos membros duma classe ou instância pelo interpretador, o chamado encapsulamento. Convenciona-se que atributos com o nome começando com um _ são de uso privado da classe, mas não há um policiamento do interpretador contra acesso a estes atributos. Uma exceção são nomes começando com __, no caso em que o interpretador modifica o nome do atributo (ver código contextualizado em anexo).
Python permite polimorfismo, que condiz com a reutilização de código. É fato que funções semelhantes em várias partes do software sejam utilizadas várias vezes, então definimos esta função como uma biblioteca e todas as outras funções que precisarem desta a chamam sem a necessidade de reescrevê-la (ver código contextualizado em anexo).
Python não possui overloading; não é possível criar duas funções com o mesmo nome, pois elas são consideradas atributos da classe. Caso o nome da função se repita em outra assinatura, o interpretador considera esta última como override e sobrescreve a função anterior. Algumas operações entre diferentes tipos são realizadas através de coerção (ex.: 3.2 + 3).
É possível encapsular abstrações em módulos e pacotes. Quando um arquivo é criado com a extensão .py, ele automaticamente define um módulo. Um diretório com vários módulos é chamado de pacote e deve conter um modulo chamado __init__, para defini-lo como principal. Estas diferenciações ocorrem apenas no sistema de arquivos. Os objetos criados são sempre módulos. Caso o código não defina qual dos módulos será importado, o padrão é o __init__.

### Programação funcional
Uma das construções funcionais de Python é compreensão de listas, uma forma de construir listas. Por exemplo, pode-se usar a técnica para calcular as cinco primeiras potências de dois. O algoritmo quicksort também pode ser expressado usando a mesma técnica (ver códigos contextualizados para ambos os casos em anexo).
Em Python, funções são objetos de primeira classe que podem ser criados e armazenados dinamicamente. O suporte a funções anônimas está na construção lambda (cálculo Lambda). Não há disponibilidade de funções anônimas de fato, pois os lambdas contêm somente expressões e não blocos de código.
Python também suporta clausuras léxicas desde a versão 2.2 (ver códigos contextualizados para ambos os casos em anexo). Já geradores foram introduzidos na versão 2.2 e finalizados na versão 2.3, e representam o mecanismo de Python para a avaliação preguiçosa de funções (ver códigos contextualizados para ambos os casos em anexo).

### Tratamento de exceções
Python suporta e faz uso constante de tratamento de exceções como uma forma de testar condições de erro e outros eventos inesperados no programa. É inclusive possível capturar uma exceção causada por um erro de sintaxe. O estilo da linguagem apóia o uso de exceções sempre que uma condição de erro pode aparecer. Por exemplo, ao invés de testar a disponibilidade de acesso a um recurso, a convenção é simplesmente tentar usar o recurso e capturar a exceção caso o acesso seja rejeitado (recurso inexistente, permissão de acesso insuficiente, recurso já em uso, ...).
Exceções são usadas frequentemente como uma estrutura de seleção, substituindo blocos if-else, especialmente em situações que envolvem threads. Uma convenção de codificação é o EAFP, do inglês, "é mais fácil pedir perdão que permissão". Isso significa que em termos de desempenho é preferível capturar exceções do que testar atributos antes de os usar. Segue abaixo exemplos de código que testam atributos ("pedem permissão") e que capturam exceções ("pedem perdão"):
Teste de atributo
```
if
 
hasattr
(
spam
,
 
'eggs'
):

    
ham
 
=
 
spam
.
eggs

else
:

    
handle_error
()

```

| Captura de exceção try: ham = spam.eggs except AttributeError: handle_error() |

Ambos os códigos produzem o mesmo efeito, mas há diferenças de desempenho. Quando spam possui o atributo eggs, o código que captura exceções é mais rápido. Caso contrário, a captura da exceção representa uma perda considerável de desempenho, e o código que testa o atributo é mais rápido. Na maioria dos casos o paradigma da captura de exceções é mais rápido, e também pode evitar problemas de concorrência. Por exemplo, num ambiente multitarefa, o espaço de tempo entre o teste do atributo e seu uso de fato pode invalidar o atributo, problema que não acontece no caso da captura de exceções.

### Biblioteca padrão
Python possui uma grande biblioteca padrão, geralmente citada como um dos maiores trunfos da linguagem, fornecendo ferramentas para diversas tarefas. Por conta da grande variedade de ferramentas fornecida pela biblioteca padrão, combinada com a habilidade de usar linguagens de nível mais baixo como C e C++, Python pode ser poderosa para conectar componentes diversos de software.
A biblioteca padrão conta com facilidades para escrever aplicações para a Internet, contando com diversos formatos e protocolos como MIME e HTTP. Também há módulos para criar interfaces gráficas, conectar em bancos de dados relacionais e manipular expressões regulares.
Algumas partes da biblioteca são cobertas por especificações (por exemplo, a implementação WSGI da wsgiref segue o PEP 333), mas a maioria dos módulos não segue.

### Interoperabilidade
Um outro ponto forte da linguagem é sua capacidade de interoperar com várias outras linguagens, principalmente código nativo. A documentação da linguagem inclui exemplos de como usar a Python C-API para escrever funções em C que podem ser chamadas diretamente de código Python - mas atualmente esse sequer é o modo mais indicado de interoperação, havendo alternativas tais como Cython, Swig ou cffi. A biblioteca Boost do C++ inclui uma biblioteca para permitir a interoperabilidade entre as duas linguagens, e pacotes científicos fazem uso de bibliotecas de alta performance numérica escritos em Fortran e mantidos há décadas.

### Comentários
Python fornece duas alternativas para documentar o código. A primeira é o uso de comentários para indicar o que certo código faz. Comentários começam com # e são terminados pela quebra da linha. Não há suporte para comentários que se estendem por mais de uma linha; cada linha consecutiva de comentário deve indicar #. A segunda alternativa é o uso de cadeias de caractere, literais de texto inseridos no código sem atribuição. Cadeias de caracteres em Python são delimitadas por " ou ' para única linha e por """ ou ''' para múltiplas linhas. Entretanto, é convenção usar o métodos de múltiplas linhas em ambos os casos.
Diferente de comentários, a cadeias de caracteres usadas como documentação são objetos Python e fazem parte do código interpretado. Isso significa que um programa pode acessar sua própria documentação e manipular a informação. Há ferramentas que extraem automaticamente essa documentação para a geração da documentação de API a partir do código. Documentação através de cadeias de caracteres também pode ser acessada a partir do interpretador através da função help().

## Exemplos

### Programa Olá Mundo
```
print
(
"Olá, Mundo!"
)

```

### Algoritmo de Trabb Pardo-Knuth
```
from
 
math
 
import
 
sqrt

def
 
f
(
t
):

    
return
 
sqrt
(
abs
(
t
))
 
+
 
5
 
*
 
t
**
3

a
 
=
 
[
float
(
input
())
 
for
 
_
 
in
 
range
(
11
)]

for
 
i
,
 
t
 
in
 
reversed
(
list
(
enumerate
(
a
))):

    
y
 
=
 
f
(
t
)

    
print
(
i
,
 
"TOO LARGE"
 
if
 
y
 
>
 
400
 
else
 
y
)

```

Ponto flutuante em Python na maioria das plataformas é IEEE 754, que pode retornar valores "nan" e "inf", ou lançar uma exceção.

### Analisador sintático
Exemplo de um analisador sintático usando uma gramática de análise sintática de expressão (PEG):
```
#!/usr/bin/env python3

from
 
pyparsing
 
import
 
Char
,
 
ParseException
,
 
Word
,
 
WordEnd
,
 
srange

def
 
from_hex
(
tokens
):

    
return
 
[
int
(
tokens
[
0
],
 
base
=
16
)]

hex_primary
 
=
 
(

    
Word
(
srange
(
"[a-fA-F0-9]"
),
 
max
=
2
)

    
.
set_parse_action
(
from_hex
)

    
.
set_name
(
"hex integer"
)

)

hex_color
 
=
 
(

    
Char
(
"#"
)
.
suppress
()

    
+
 
hex_primary
.
set_results_name
(
"red"
)

    
+
 
hex_primary
.
set_results_name
(
"green"
)

    
+
 
hex_primary
.
set_results_name
(
"blue"
)

    
+
 
WordEnd
()

)

def
 
main
():

    
try
:

        
color
 
=
 
hex_color
.
parse_string
(
"#2F14DF"
)
.
as_dict
()

        
print
(
f
"#2F14DF => 
{
color
}
"
)

    
except
 
ParseException
 
as
 
err
:

        
print
(
err
.
explain
())

if
 
__name__
 
==
 
"__main__"
:

    
main
()

```

### Interface de linha de comandos
Exemplo de uma implementação do echo do Unix:
```
#!/usr/bin/env python3

__version__
 
=
 
"0.1.0"

from
 
argparse
 
import
 
ArgumentParser

from
 
sys
 
import
 
stdout

def
 
echo
(
strip_trailing_newline
,
 
strings
):

    
stdout
.
write
(
" "
.
join
(
strings
))

    
if
 
not
 
strip_trailing_newline
:

        
print
()

if
 
__name__
 
==
 
"__main__"
:

    
parser
 
=
 
ArgumentParser
(

        
usage
=
"
%(prog)s
 [OPÇÃO]... [TEXTO]..."
,

        
description
=
"Ecoa o(s) TEXTO(s) para a saída padrão."
,

    
)

    
parser
.
add_argument
(

        
"--version"
,
 
action
=
"version"
,
 
version
=
f
"%(prog)s 
{
__version__
}
"

    
)

    
parser
.
add_argument
(

        
"-n"
,

        
dest
=
"strip_trailing_newline"
,

        
action
=
"store_true"
,

        
help
=
"Não emitir o caractere de nova linha do final"
,

    
)

    
parser
.
add_argument
(
"strings"
,
 
metavar
=
"TEXTO"
,
 
nargs
=
"*"
)

    
args
 
=
 
parser
.
parse_args
()

    
echo
(
args
.
strip_trailing_newline
,
 
args
.
strings
)

```

### Servidor HTTP
Exemplo de um web service RESTful (HTTP) usando funções assíncronas e serialização para JSON; responde com um número de CPF formatado, se for válido, ao acessar http://localhost:8000/consultar-cpf/123:
```
from
 
datetime
 
import
 
datetime
,
 
timezone

from
 
brutils
 
import
 
format_cpf
,
 
is_valid_cpf

from
 
fastapi
 
import
 
FastAPI

from
 
fastapi.responses
 
import
 
RedirectResponse

from
 
pydantic
 
import
 
BaseModel

app
 
=
 
FastAPI
()

class
 
CheckCpfResponse
(
BaseModel
):

    
valid
:
 
bool

    
formatted
:
 
str
 
|
 
None

    
timestamp
:
 
datetime

@app
.
get
(
"/"
,
 
response_model
=
RedirectResponse
)

async
 
def
 
index
():

    
return
 
"/consultar-cpf/123"

@app
.
get
(
"/consultar-cpf/
{numbers}
"
,
 
response_model
=
CheckCpfResponse
)

async
 
def
 
check_cpf
(
numbers
:
 
str
):

    
now
 
=
 
datetime
.
now
(
timezone
.
utc
)

    
valid
 
=
 
is_valid_cpf
(
numbers
)

    
return
 
{

        
"valid"
:
 
valid
,

        
"formatted"
:
 
format_cpf
(
numbers
)
 
if
 
valid
 
else
 
None
,

        
"timestamp"
:
 
now
.
isoformat
(),

    
}

```

Pode ser executado com o seguinte comando:
```
$ 
fastapi
 
dev
 
main.py

```

### Banco de dados
Python possui várias bibliotecas para interagir com bancos de dados, como por exemplo o sqlite3 (já embutido no Python).
```
import
 
sqlite3

try
:

    
# Conecta ao banco de dados (cria o arquivo se não existir)

    
conn
 
=
 
sqlite3
.
connect
(
'meu_banco.db'
)

    
print
(
"Conexão com SQLite bem-sucedida!"
)

    
# Você pode criar um cursor para executar comandos SQL

    
cursor
 
=
 
conn
.
cursor
()

    
# Exemplo: criar uma tabela

    
cursor
.
execute
(
'''

        CREATE TABLE IF NOT EXISTS usuarios (

            id INTEGER PRIMARY KEY,

            nome TEXT NOT NULL,

            email TEXT NOT NULL UNIQUE

        )

    '''
)

    
conn
.
commit
()
 
# Salva as alterações

    
print
(
"Tabela 'usuarios' criada ou já existente."
)

except
 
sqlite3
.
Error
 
as
 
e
:

    
print
(
f
"Erro ao conectar ou operar o SQLite: 
{
e
}
"
)

finally
:

    
if
 
conn
:

        
conn
.
close
()

        
print
(
"Conexão com SQLite fechada."
)

```

## Implementações
A linguagem e seu interpretador estão disponíveis para uso nas mais diversas plataformas, que inclui: Unix (Linux, FreeBSD, Solaris, macOS, etc.); Windows com .NET (IronPython) e plataforma Java (Jython); consoles de jogos eletrônicos; alguns celulares, como a série 60, N8xx (PyMaemo) da Nokia e palmtops.
A implementação original e mais conhecida do Python é o CPython, escrita em C e compatível com o padrão C89, sendo distribuída com uma grande biblioteca padrão escrita em um misto de Python e C. Esta implementação é suportada em diversas plataformas, incluindo Windows e sistemas Unix-like modernos. Stackless Python é uma variação do CPython que implementa microthreads (permitindo multitarefa sem o uso de threads), sendo suportada em quase todas as plataformas que a implementação original.
Em 2005 a Nokia lançou um interpretador Python para os telefones celulares S60, chamado PyS60. Essa versão inclui vários módulos das implementações tradicionais, mas também alguns módulos adicionais para a integração com o sistema operacional Symbian. Uma implementação para Palm pode ser encontrada no Pippy. Já o PyPy, é a linguagem Python totalmente escrita em Python.
Diversas implementações, como CPython, pode funcionar como um interpretador de comandos em que o usuário executa as instruções sequencialmente, recebendo o resultado automaticamente. A execução compilada do código oferece um ganho substancial em velocidade, com o custo da perda da interatividade.

## Aplicações

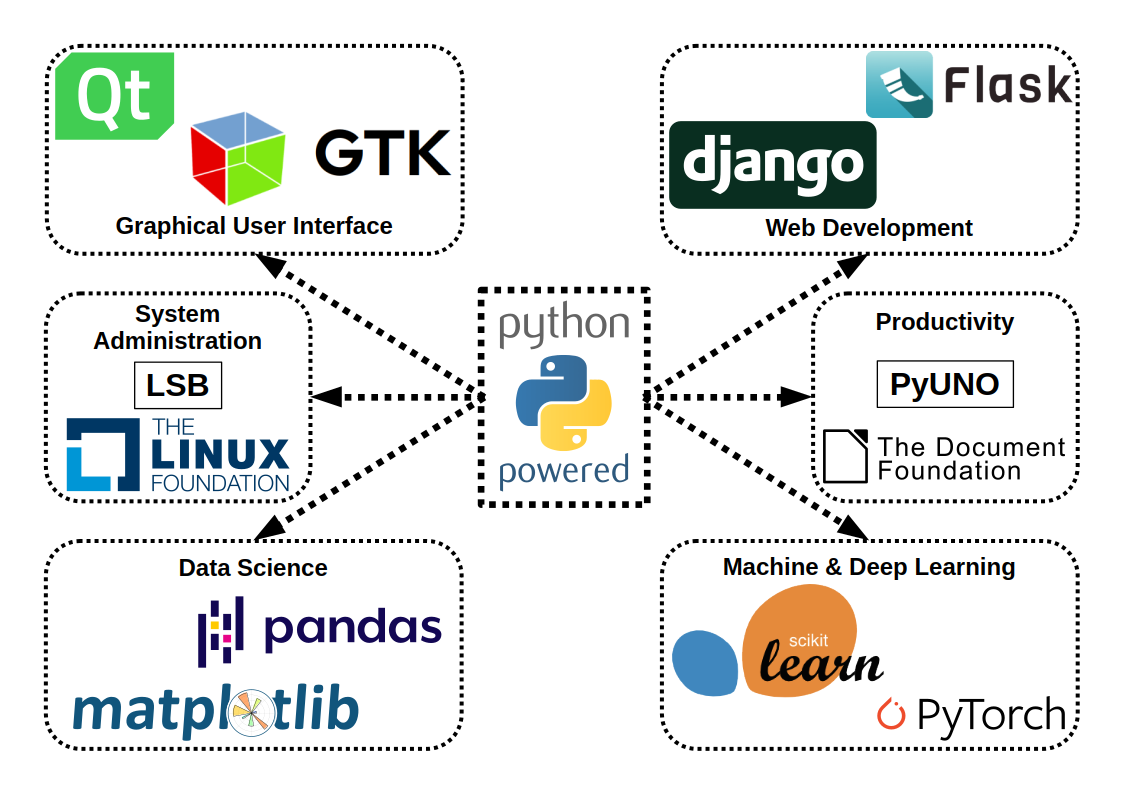

Alguns grandes projetos utilizam Python, como por exemplo: o servidor de aplicação Zope; o compartilhador de arquivos Mnet; o sítio YouTube, e; o cliente original BitTorrent. Grandes organizações que usam a linguagem incluem Google (parte dos crawlers); Yahoo! (para o sítio de grupos de usuários); NASA; a Air Canada (no sistema de gerenciamento de reservas). A linguagem também tem bastante uso na indústria da segurança da informação.
A linguagem tem sido embarcada como linguagem de script em diversos softwares, como em programas de edição tridimensional como Maya, Autodesk Softimage, TrueSpace e Blender. Programas de edição de imagem também a usam para scripts, como o GIMP. Para diversos sistema operacionais a linguagem já é um componente padrão, estando disponível em diversas distribuições Linux. O Red Hat Linux usa Python para instalação, configuração e gerenciamento de pacotes.
Outros exemplos incluem o Plone, sistema de gerenciamento de conteúdo desenvolvido em Python e Zope e, a Industrial Light & Magic, que produz filmes da série Star Wars usando extensivamente Python para a computação gráfica nos processos de produção dos filmes.